# Basilique Kasagh
La basilique Kasagh (arménien : Քասաղի բազիլիկա), connue aussi sous le nom d' église de la Sainte-Croix (Սուրբ Խաչ եկեղեցի, Surb Khach yekeghetsi), est une église médiévale primitive d'Arménie située dans la ville d'Aparan dans le marz d'Aragatsotn en Arménie. Elle est datée du IVe siècle ou du Ve siècle. Elle faisait partie à l'origine du domaine des Arsacides. L'église a été partiellement restaurée en 1877.
Le terme basilique adjoint au nom Kasagh fait référence au modèle du plan de l'édifice conforme à celui des halles antiques appelées « basiliques » : le « plan basilical » est un type de plan qui se développe en longueur. Il s'oppose au plan centré.

## Galerie

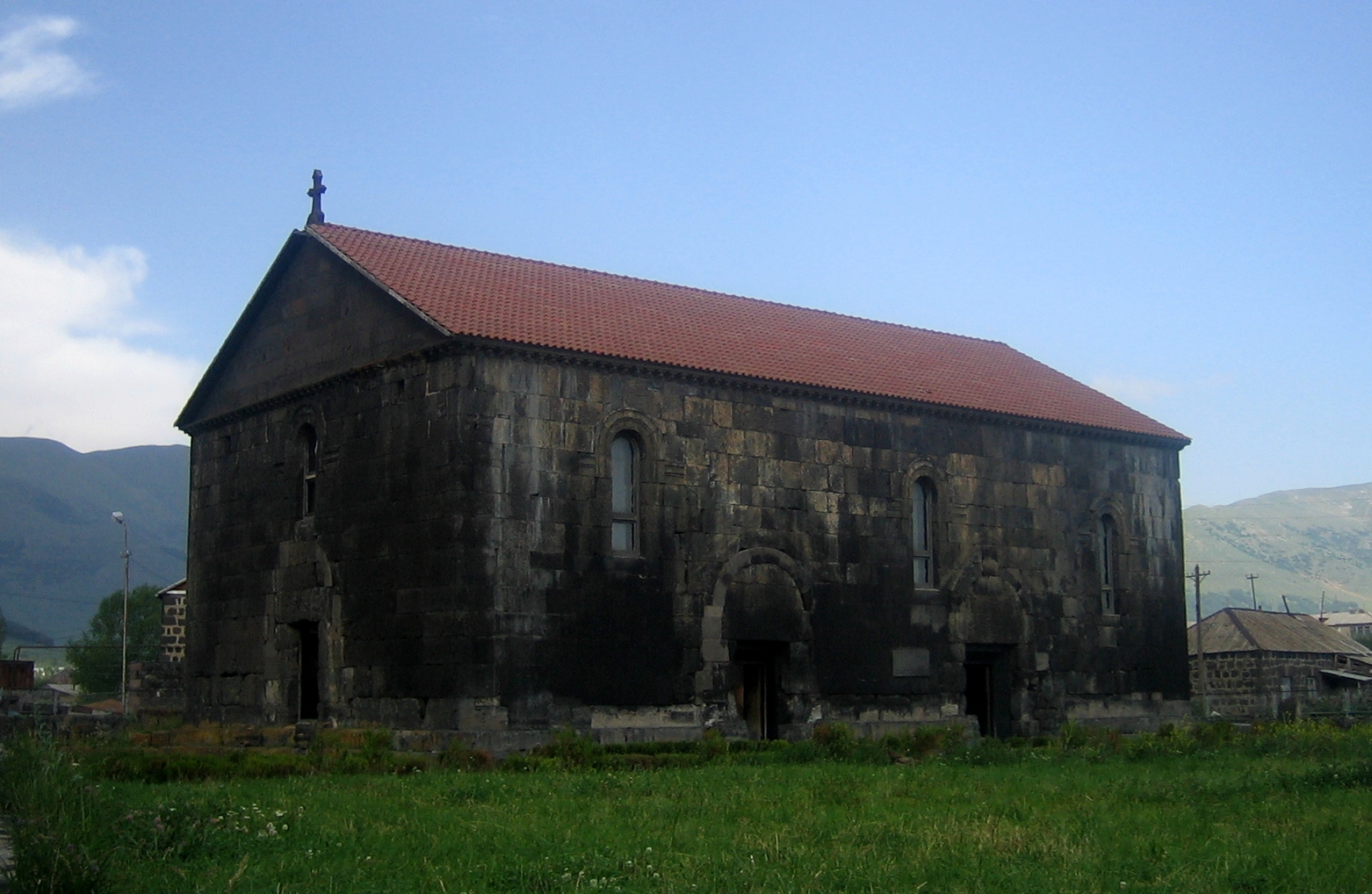
2008
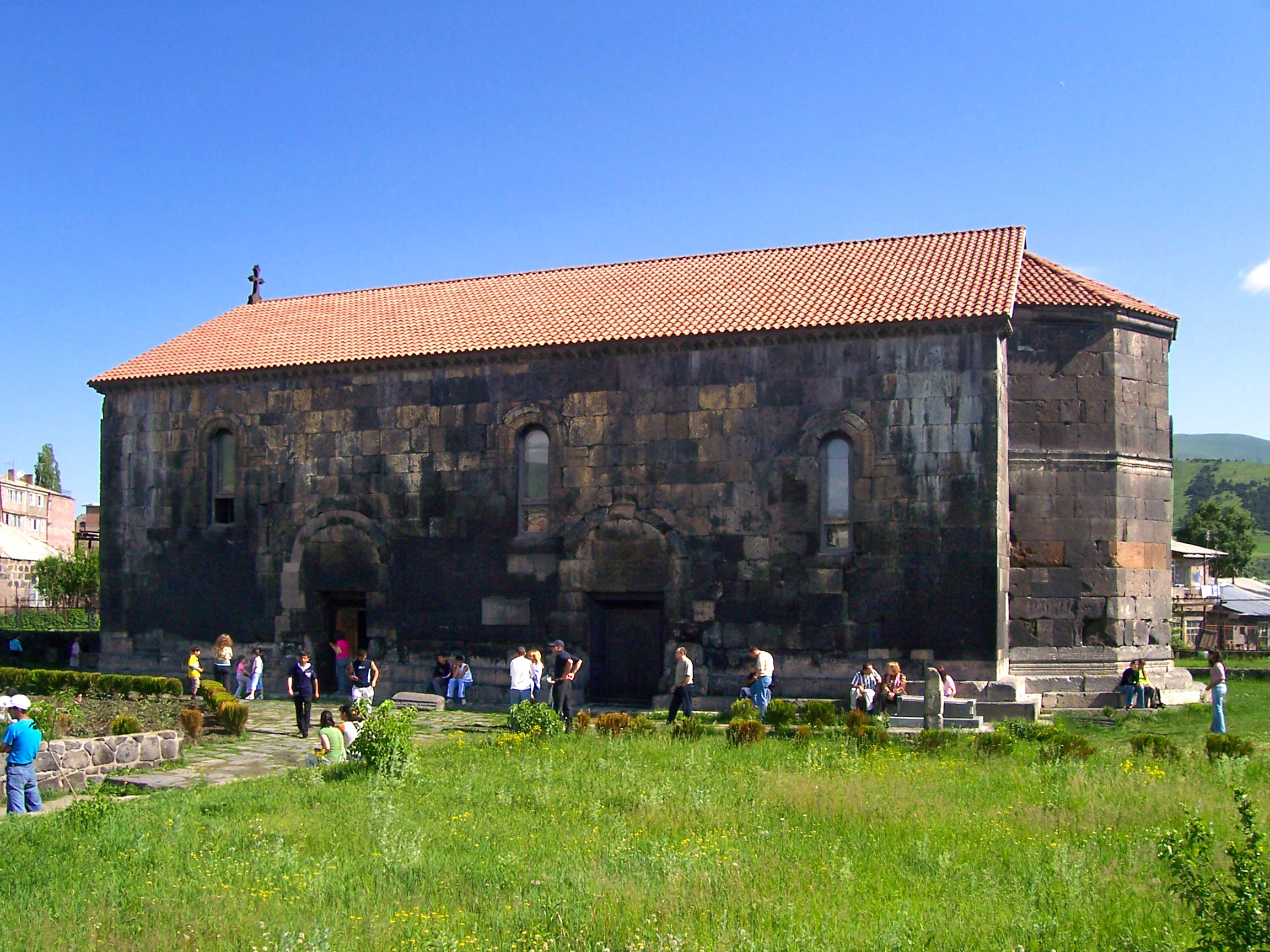
Vue du côté ouest
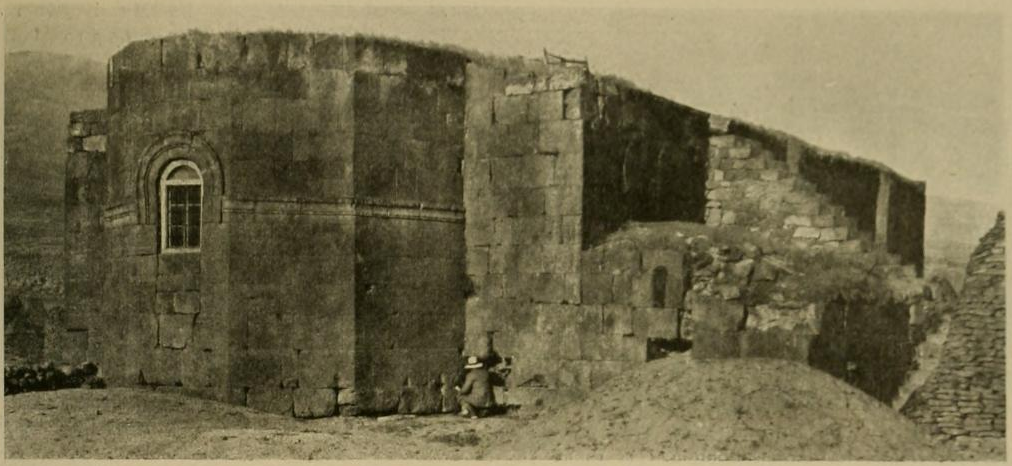
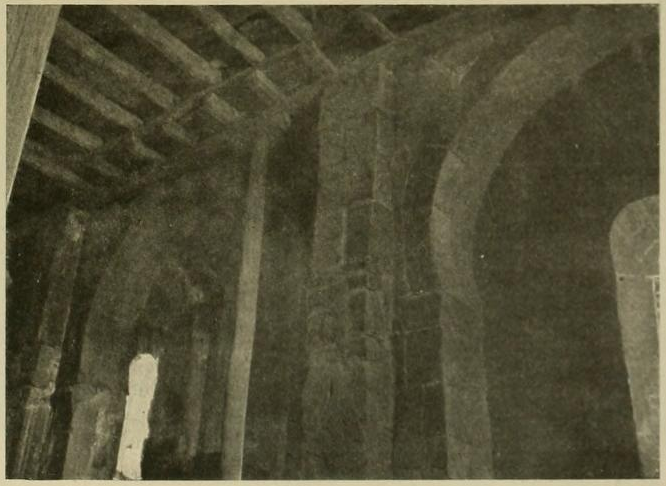
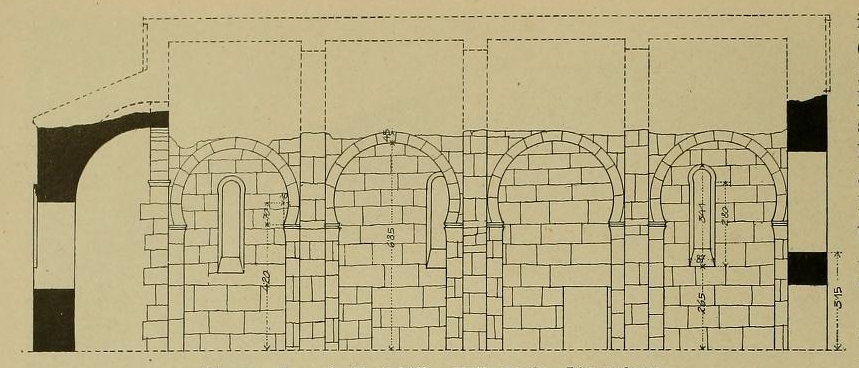
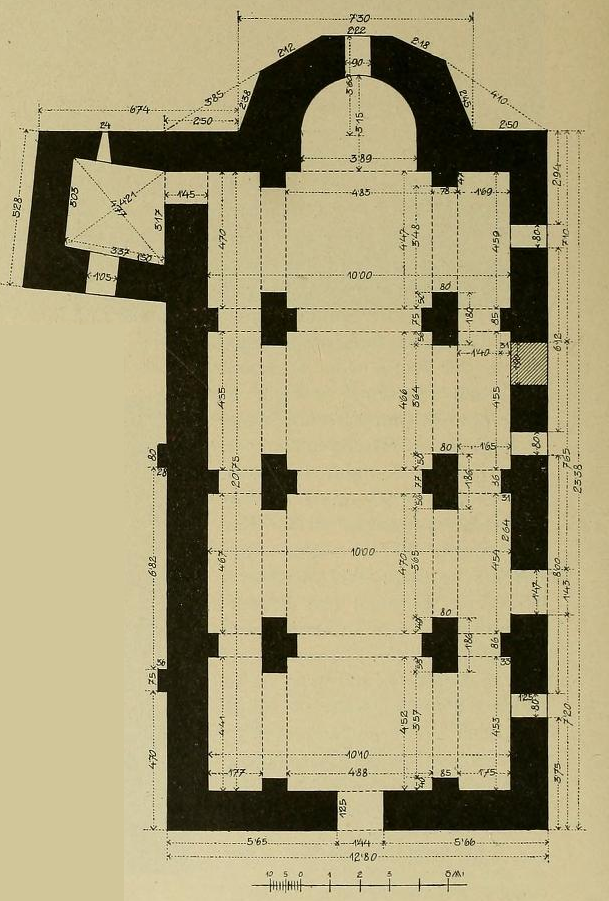
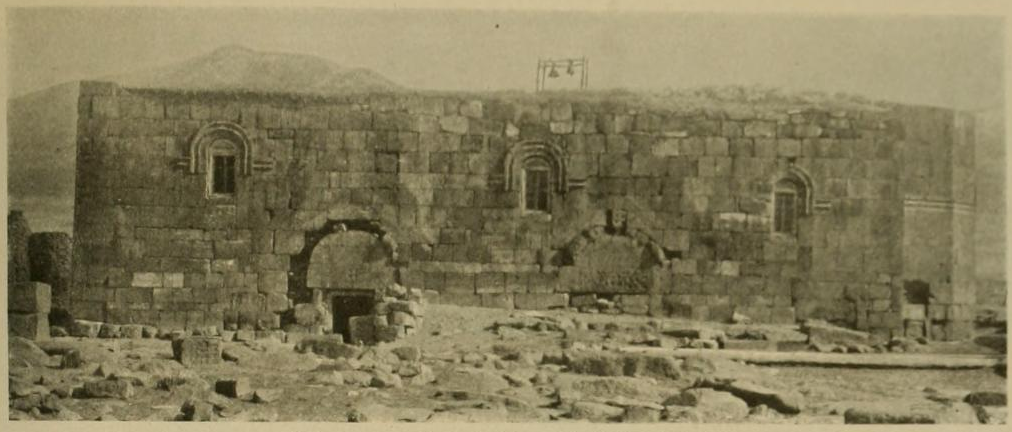
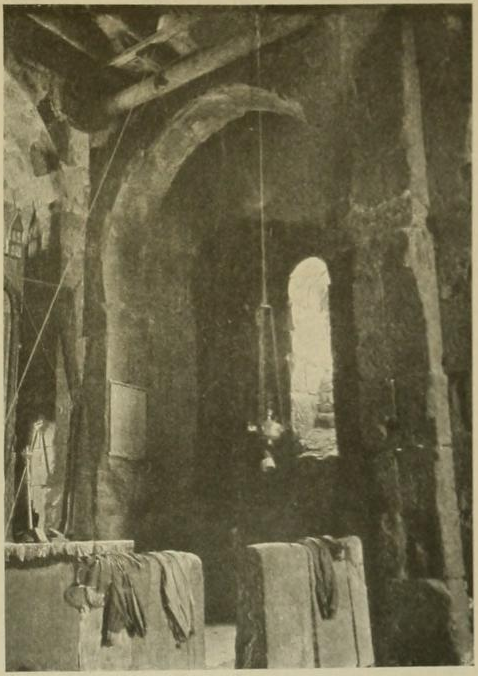